# Constantina
Constantina er en by og kommune i det sydlige Spanien i provinsen Sevilla. Den har et indbyggertal på 5.742 (2024) indbyggere.